# Bevadoro
Bevadoro, in precedenza Bevadòr (dal latino bibatorium, abbeveratoio), è frazione del Comune di Campodoro, in Provincia di Padova. Fu comune autonomo fino agli inizi dell'Ottocento, durante il Regno Lombardo-Veneto. Nel 1866, dopo l'annessione del Veneto al Regno d'Italia, con Campolongo Minore diede origine all'attuale Comune di Campodoro. 
Nelle fonti documentarie pubblicate recentemente sul monastero cistercense della SS. Trinità e San Michele Arcangelo di Brondolo, vi è una pergamena datata 7 dicembre 1217, redatta a Padova, dove si citano Widone e Walfredino «fratribus filiis olim Petri de Beveduro». A parte di retrodatare quindi, la prima menzione del toponimo, ci si chiede come si potesse menzionare un defunto Pietro da Beveduro, se non fosse già consolidata nella memoria collettiva l’esistenza della località con tale nome. Casomai potremmo affermare che il villaggio a partire del XIII secolo cominciò a ingrandirsi e a svilupparsi attorno alle proprietà feudali e ai nuclei religiosi, ma un toponimo è tale se si consolida nel tempo.
Questo Pietro visse a Beveduro alla fine del 1100 dunque: si può più ragionevolmente pensare, dunque, che il villaggio si sia andato a formarsi ben prima, in un luogo che da sempre era ritenuto strategicamente di grande importanza, in un punto di sosta obbligata per il cambio dei cavalli o per il loro ristoro (l’abbeveratoio). Don Olinto Revrena, che nel 1960 scrisse un opuscolo sulla storia della parrocchia di Bevadoro, sostiene che in località Scalona anticamente esisteva un monastero, sebbene non sappiamo a quali documenti si rifacesse. Probabilmente già prima dell’anno Mille esisteva sul territorio una piccola cappella dipendente dalla pieve di Santa Maria di Camisano. Dalla pieve i preti del tempo raggiungevano i villaggi sparsi tra i campi per annunciare il Vangelo e celebrare i sacramenti. Poi, un po’ alla volta le cappelle diventavano autonome e qualche prete si fermava a vivere stabilmente nel villaggio. Anche le pievi erano nate così, con alcuni preti che partivano dalla cattedrale per evangelizzare la campagna, e un po’ alla volta riuscivano a creare una struttura abbastanza solida da poter diventare autonoma. Il segno dell’autonomia era la concessione del vescovo a erigere il fonte battesimale, così da poter amministrare il sacramento del battesimo sul luogo.
Fino ad ora si pensava che le prime notizie fosssero del 1231. In epoca medievale Bevadoro ospitava un ostello per pellegrini lungo una via custodita dai Templari prima e dai Cavalieri di Malta poi. L'ostello, posto a un giorno di cammino tra Padova e Vicenza, era annesso alla chiesa di San Giovanni Battista, oggi scomparsa. Dal 1404 al 1797, Bevadoro appartenne alla Repubblica di Venezia. La Parrocchia di San Leonardo in Bevadoro fa parte della Diocesi di Vicenza. Il paese è attraversato dalla pista ciclabile Treviso-Ostiglia, realizzata sul sedime dell'omonima ex ferrovia militare (ferrovia Treviso-Ostiglia). La stazione ferroviaria di Bevadoro, denominata inizialmente "Campodoro-Camisano" e in seguito "Campodoro", è attualmente chiusa. L'economia del paese si basa sull'agricoltura e l'artigianato. In ambito agricolo, piccole aziende si alternano ad alcune di più grandi dimensioni centrate sulla produzione di mais e soia, nonché sulla zootecnia. L'ambito artigianale, di più recente insediamento (fine anni '70), è rappresentato da alcune piccole e medie imprese.

## Monumenti e luoghi di interesse

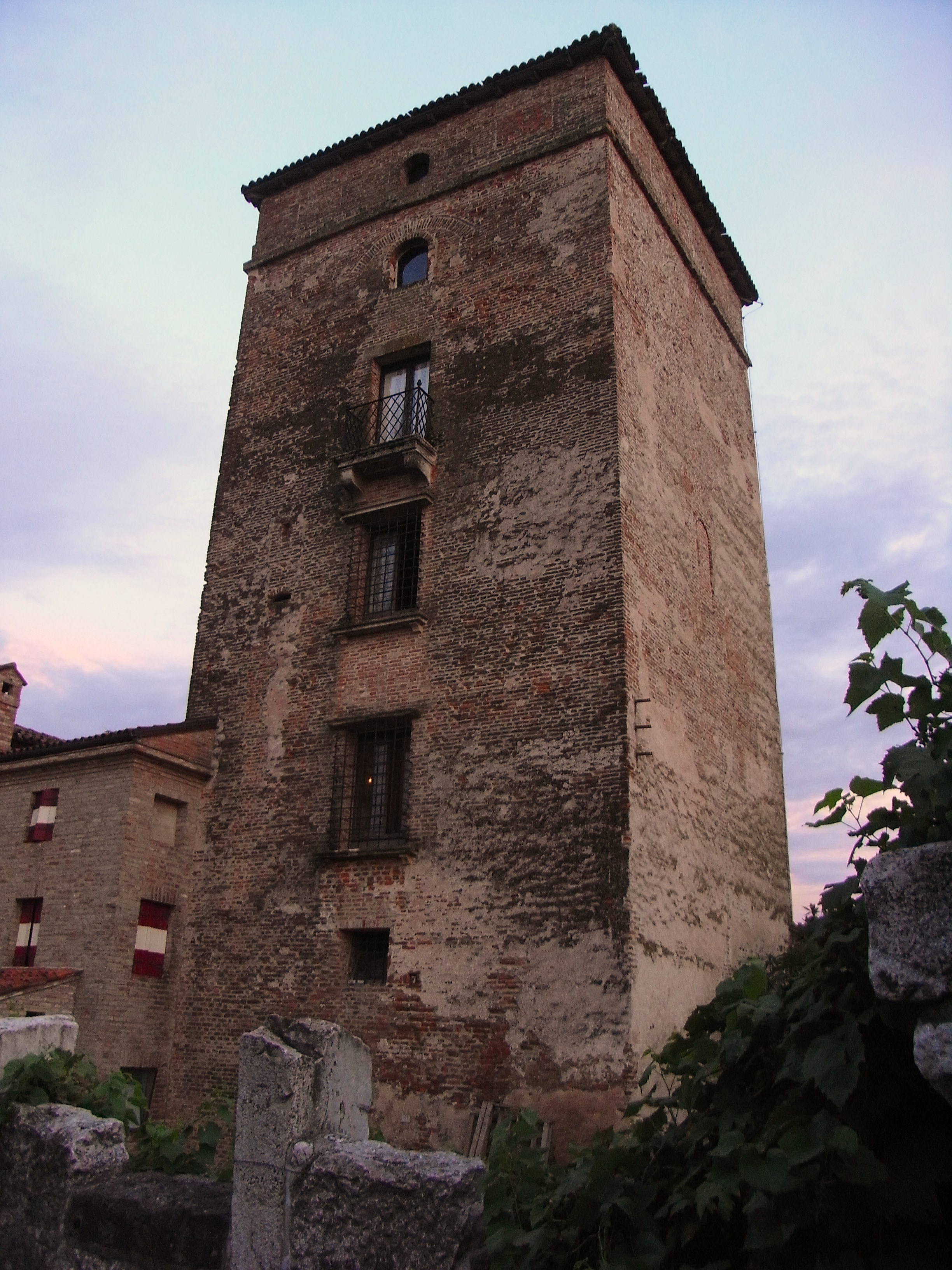
Torre Rossa

Il monumento più insigne del territorio è la Torre Rossa, o Torre degli Ezzelini, una costruzione risalente al XIII secolo e avente funzione difensiva tra Padova e Vicenza. Si tratta dell'unico ma imponente complesso fortificato fatto erigere da Ezzelino II da Romano lungo le rive del fiume Ceresone. Sorge appena al di là del confine con Camisano Vicentino.
Nella Torre Rossa pare si trovasse la cosiddetta "prigione della goccia".
Divenuta nel tempo abitazione privata, la torre subì un continuo deterioramento delle strutture portanti fino al crollo del tetto e dei piani interni avvenuto negli anni settanta.
Passò di mano alla metà degli anni Ottanta e il nuovo proprietario la ristrutturò con gli edifici annessi per poterla utilizzare sia come abitazione privata che a scopo commerciale (gli edifici adiacenti ospitano un ristorante). 
Giuseppe Cioffi, proprietario dell'antico complesso, scrive nel 1997: "Stiamo continuando nell'ardua impresa di dare alla Torre non solo la sicurezza statica, ma anche il futuro che la conservi al mondo della storia e dell'arte. Fin dall'inizio si è voluto doverosamente rispettare ogni mattone e ogni granello di calce del monumento. Si è continuamente ricercato, nelle capacità architettoniche e nelle costruzioni annesse successivamente, le possibilità di essere vissuta. Il monumento nel suo complesso dovrà esplicare le migliori fattività culturali, economiche e turistiche, che le daranno la capacità di continuare a testimoniare nel Veneto e al mondo l'architettura, l'arte e la storia del medioevo e del Rinascimento.”
Altri monumenti: 
- Chiesa di San Leonardo, costruita nel 1828 in sostituzione di un'antichissima chiesa (che sorgeva sull'area dell'attuale cimitero) dipendente dalla Pieve di Santa Maria di Camisano.
- Villa Tretti, già Palazzo Widmann-Rezzonico, risalente in parte al XVII secolo ma completamente rimaneggiata nei primi anni del Novecento dall'architetto veneziano Giuseppe Torres.
- Tabacchificio Tretti, imponente struttura di archeologia industriale risalente al XIX secolo, funzionale all'essiccazione del tabacco localmente prodotto fino alla seconda guerra mondiale.
- Barchessa, complesso agricolo in disuso, risalente al XVIII secolo, comprendente un mulino ad acqua sulla roggia Limenella, utilizzato a metà del Novecento per la produzione locale di energia elettrica.

## Feste popolari
- San Leonardo, 6 novembre.
- San Giovanni Bosco, 31 gennaio.
- Bevadoro senza frontiere, terzo fine settimana di luglio (ultima edizione anno 2017).